# دین هندرسون
دین هندرسون (انگلیسی: Dean Henderson؛ زادهٔ ۱۲ مارس ۱۹۹۷) بازیکن فوتبال اهل انگلستان است که برای باشگاه فوتبال کریستال پالاس بازی می‌کند.
از باشگاه‌هایی که در آن بازی کرده‌است می‌توان به منچستر یونایتد، استوک‌پورت کانتی، گریمزبی تاون، شروزبری تاون، شفیلد یونایتد و ناتینگهام فارست اشاره کرد.
وی همچنین در تیم‌های ملی فوتبال زیر ۱۶ سال انگلستان، زیر ۱۷ سال انگلستان، زیر ۲۰ سال انگلستان، زیر ۲۱ سال انگلستان و انگلستان بازی کرده‌است.